# Éric Charon
Éric Charon est un journaliste français né à Toulon en 1961.

## Biographie
Éric Charon, né à Toulon le 1er décembre 1961, passe une grande partie de sa jeunesse (1968-1979) à Madagascar (Diego-Suarez, Majunga, Antalaha, Fianarantsoa). C'est dans cette ville qu'il apprend le métier de photographe avec le portraitiste désormais bien connu Pierrot Men, en même temps qu'il poursuit ses études par correspondance (CNED). Après un passage au Gabon, il réside dans le département de la Manche depuis le début des années 1980. Autodidacte dans le journalisme, formé à Ouest-France (1988/1990), pigiste notamment pour Le Figaro ou encore de nombreux magazines spécialisés en histoire, il passe ensuite dans un hebdomadaire du groupe Hersant (La Voix-Le Bocage) avant de se diriger vers le journalisme spécialisé.
Spécialiste de l'économie agricole et de la politique départementale manchoise, (il a reçu les insignes de Chevalier du Mérite Agricole à 36 ans, puis celle d'Officier à 46 ans) Eric Charon a réalisé de nombreux articles historiques, notamment sous le pseudonyme de "Philippe Gerbier". Il a coécrit un ouvrage sur l'aviation à réaction allemande et ses missions au-dessus de la Normandie en 1944. Il a aussi publié des articles sur la première guerre mondiale et les débuts de l'aviation tout en sortant de l'ombre des faits oubliés sur la seconde guerre mondiale (La défense de la route de Cherbourg par l'ingénieur du génie maritime Ramas contre Rommel en juin 1940 - Arrestation de juifs résistants en Normandie). Eric Charon était connu, en activité, pour son caractère "entier" et son attachement à la déontologie de sa profession. Il a été responsable d'édition d'un hebdomadaire d'informations générales et rurales, pour la Manche, jusqu'à fin 2018.